# Crashdïet
Crashdïet – szwedzki zespół sleaze metalowy założony w 2000 roku.
W 2005 zespół wydał swój pierwszy album Rest In Sleaze, po czym stał się jednym z najbardziej rozpoznawalnych w Szwecji. Dobrą passę przerwała śmierć wokalisty Dave'a Leparda (na skutek depresji) w 2006. Jego następcą został H. Olliver Twisted. Grupa na nowo rozpoczęła swoją działalność, zaczynając od festiwalu Rest In Sleaze (zorganizowanym ku czci Leparda) w 2007. Niedługo po tym muzycy wydali kolejną płytę The Unattractive Revolution. W 2008 H. Olliver Twisted opuścił zespół, a jego miejsce zajął Simon Cruz, który został nowym wokalistą zespołu. Jednak w lutym 2015 roku zespół wydał na swojej stronie internetowej oświadczenie o odejściu Cruza z zespołu. W 2017 roku nowym wokalistą formacji został Gabriel Keyes.

## Członkowie
- Gabriel Keyes – wokal
- Martin Sweet – gitara solowa
- Peter London – gitara basowa
- Eric Young – perkusja

## Byli członkowie
- Dave Lepard – wokal, gitara (zmarły w 2006)
- H. Olliver Twisted – wokal
- Simon Cruz – wokal, gitara

## Dyskografia
- 2005 – Rest in Sleaze (Dave Lepard)
- 2007 – The Unattractive Revolution (H. Olliver Twisted)
- 2010 – Generation Wild (Simon Cruz)
- 2013 – The Savage Playground
- 2019 – Rust